# فرضية بديلة

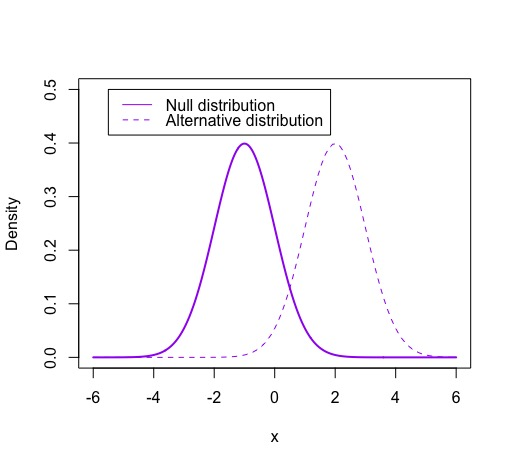

في اختبار الفرضية الإحصائية، الفرضية البديلة هي حالة حيث نقر بأن شيئًا ما يحدث، نظرية جديدة صحيحة بدل النظرية القديمة نسمّيها «النظرية الصفرية». في العادة تكون متناسقة مع نظرية البحث لأنه يتم بناءها من المراجع أو من دراسات سابقة إلخ. في الإحصاء، النظرية البديلة يتم الرمز إليها عادة ب «أتش0» و «أتش1»، يتم بناء النظريات لللمقارنة في اختبار الفرضية الإحصائية. في مجال الإحصاء الاستنتاجي، هناك نظريتان متنافستان يمكن المقارنة بينهما من خلال القوة الشارحة والقوة التنبؤية.

## مثال
مثال على ذلك، هو جودة المياه في المياه الجارية والتي تم ملاحظتها عبر سنين، وتم إجراء اختبار للفرضية الصفرية أن «ليس ثمّة تغيير في جودة المياه بين النصف الأول والنصف الثاني من البيانات التي تمّ ملاحظتها وجمعها» هذه الفرضية الصفرية ضد النظرية البديلة أن «جودة المياه أقل في النصف الثاني من التسجيلات مقارنة بالأول».

## التاريخ
لقد صمم مفهوم فرضية بديلة في الاختبار من قبل جيرزي نيمان وأجون بيرسون، وهو يستخدم في نيمان-بيرسون ليما. وهو يشكل عنصرا رئيسيا في اختبار الفرضية الاحصائية الحديثة. ومع ذلك لم يكن جزءا من صيغة رونالد فيشر لاختبار الفرضية الاحصائية، وهو عارض استخدامه. في نهج فيشر للتجارب، والفكرة المركزية هي تقييم ما إذا كانت مجموعة البيانات الملاحظة يمكن أن تكون قد أسفرت عن فرصة لو أن يفترض أن تكون فرضية العدم، نظريا، بدون أفكار مسبقة بشأن ما يمكن أن يحمله النموذج الآخر.
إن اختبار الفرضية الاحصائية الحديثة يستوعب هذا النوع من الاختبار لأن الفرضية البديلة يمكن أن تكون مجرد إنكار لفرضية العدم.

## الأنواع
في حالة وجود معيار العددية، هناك أربعة أنواع رئيسية من الفرضية البديلة:
نقطة.
- تحدث الفرضيات البديلة عند وضع اختبار الفرضية بحيث أن توزيع السكان بموجب الفرضية البديلة هو توزيع محدد تماما، وليس له بارامترات غير معروفة؛ فهذه الفرضية عادة ما تكون ليست ذات فائدة عملية، ولكنها أساسية للاعتبارات نظرية استدلال إحصائي وهي: أسس نيمان-بيرسون ليما.

اتجاه واحد الذيل.
- تتعلق فرضية بديلة ذات اتجاه واحد بالنسبة لمنطقة الرفض لمجرد ذيل واحد من عملية توزيع العينات.

اتجاهين اثنين
- تتعلق فرضية بديلة ذات اتجاهين اثنان برفض توزيع أخذ العينات على حد سواء.

غير موجه.
- هناك فرضية بديلة ليس لها اتجاه أي لا تتعلق بمنطقة الرفض، ولكنها لا تشعر بالقلق إلا من أن فرضية العدم ليست صحيحة.